# Tianchisaurus
Tianchisaurus nedegoapeferima is een plantenetende ornithischische dinosauriër, behorend tot de Ankylosauria, die tijdens het middelste Jura leefde in het gebied van het huidige China.

## Vondst en naamgeving
In 1974 groeven studenten van de universiteit van Xinjiang op de noordelijke helling van de Bogda Feng, nabij het Tianchi, het "Hemelse Meer", prefectuur Fukang in Sinkiang, in de vallei van de Sagonghe de resten op van een ankylosauriër. In 1976 werden die bestudeerd door Zhao Xijin en in een dissertatie benoemd als Sangonghesaurus. Aangezien de dissertatie nooit gepubliceerd werd, bleef dit een ongeldige nomen ex dissertatione.  

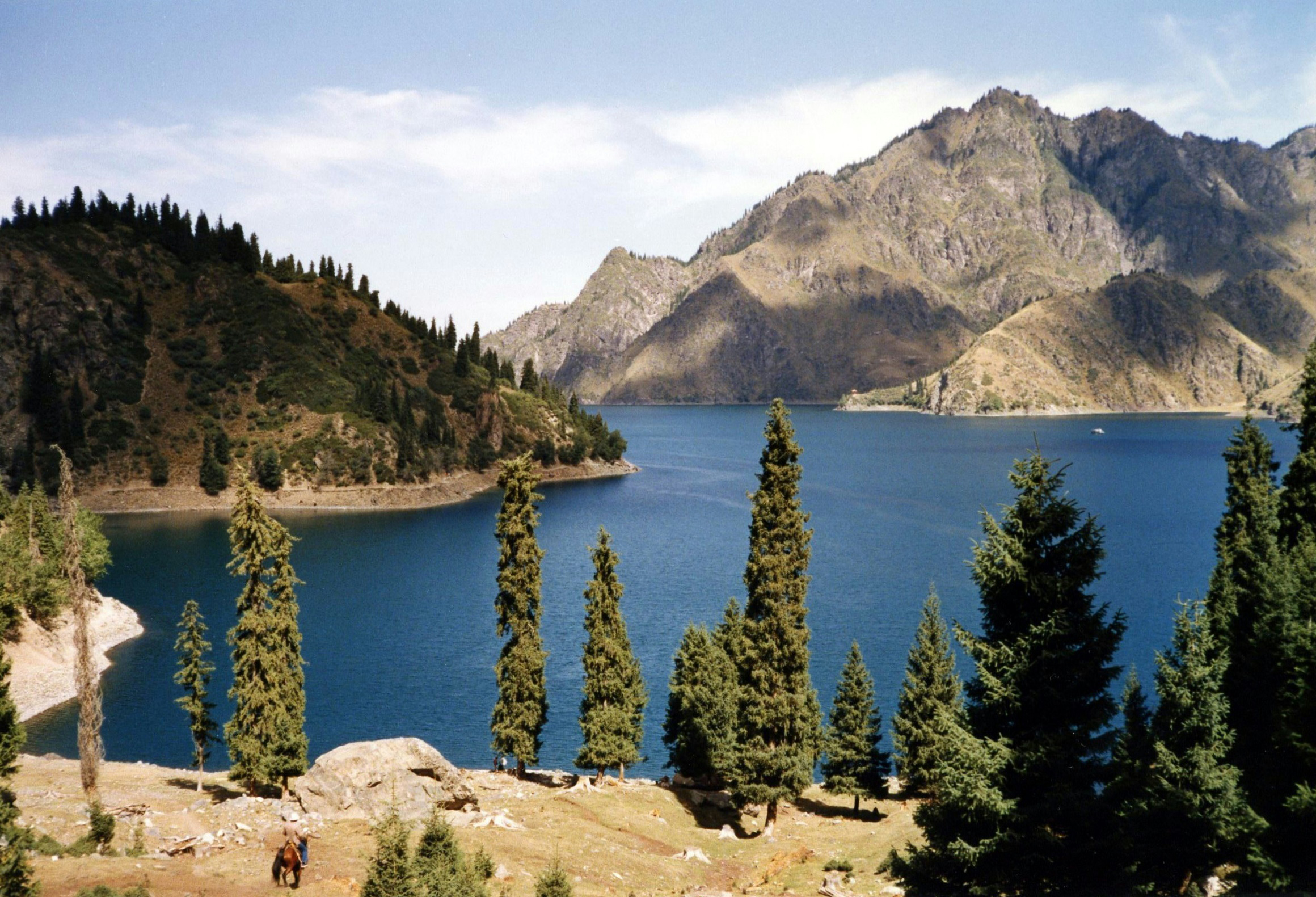
Het Hemelse Meer

Begin jaren negentig ging de invloedrijke Chinese paleontoloog Dong Zhiming zich voor het fossiel interesseren. In 1992 begon hij de vondst te vermelden en het werd bekend dat hij het geslacht "Jurassosaurus" wilde noemen, inspelend op het verwachte succes van Jurassic Park. In feite benoemde en beschreef hij in 1993 de typesoort Tianchisaurus nedegoapeferima, waarvan de geslachtsnaam verwijst naar de vindplaats. De soortaanduiding is echter, op suggestie van regisseur Steven Spielberg, toch een toespeling op de film want een samentrekking van de eerste letters van de achternamen van de belangrijkste acteurs: Sam Neill, Laura Dern, Jeff Goldblum, Richard Attenborough, Bob Peck, Martin Ferrero, Ariana Richards en Joseph Mazzello. Een bijkomstige moeilijkheid was dat Dong in dezelfde publicatie ook de vorm Tianchiasaurus gebruikte zodat een opvolgend auteur een keuze moest maken. In 1994 koos hijzelf voor de vorm Tianchisaurus.
Het holotype, IVPP V10614, is gevonden in een laag van de Toutunheformatie die dateert uit het middelste Jura, vermoedelijk Bajocien-Bathonien, zo'n 168 miljoen jaar oud. Het bestaat uit een gedeeltelijk skelet met schedel. Bewaard zijn gebleven: een stuk schedeldak, de achterhoofdknobbel, een stuk van de onderkaken, vijf halswervels, zes ruggenwervels, zeven sacrale wervels, drie staarwervels, ribben, een stuk schouderblad, een stuk opperarmbeen, een stuk darmbeen, stukken van beide dijbeenderen, drie middenvoetsbeenderen, twee kootjes, een grote hoeveelheid osteodermen en een mogelijke staartknots. In 2010 bleken de resten zoek.

## Beschrijving
Tianchisaurus is een vrij kleine ankylosauriër met een geschatte lengte van drie meter.
Dong gaf een diagnose maar die bevatte vooral kenmerken die door de meeste ankylosauriden gedeeld worden. Een uitzondering daarop vormde een dunne onderkaak, een lange vierde trochanter aan het dijbeen en een atypische smalle staartknots. In 2014 stelde Victoria Megan Arbour echter dat voor zover uit foto's nagegaan kon worden de onderkaak niet bijzonder dun was, dat de vierde trochanter de normale vorm had van een lage richel op de achterste schacht van het dijbeen en dat de vermeende staartknots bestond uit een klein driehoekig stuk met aan weerszijden grotere twee grotere stukken; het kan net zo goed een osteoderm met kiel geweest zijn. Ze concludeerde dat Tianchisaurus een nomen dubium was.

## Fylogenie
Dong plaatste Tianchisaurus in de Ankylosauridae. Het zou daarvan een zeer vroege vorm geweest zijn, zich onderscheidend door een niet volledig ontwikkelde staartknots. Arbour stelde één duidelijk ankylosauride kenmerk vast: de osteodermen van de voorste halsberg zijn vastgegroeid op een onderliggende beenband. Dit vond ze echter een wat magere aanwijzing om een zekere keuze te maken tussen de Ankylosauridae en de Nodosauridae en ze plaatste de soort Ankylosauria incertae sedis.